# Johannes Berlage
Johannes Berlage (* 25. Juni 1883 in Lengerich (Emsland); † 12. Oktober 1967 in Greven) war ein deutscher Jurist und Kommunalpolitiker. Er war von 1919 bis zu seiner Amtsenthebung durch die Nationalsozialisten im Jahr 1934 Bürgermeister der Gemeinde Emsdetten. Nach dem Ende des Zweiten Weltkrieges war er von 1945 bis 1946 durch die britische Militärregierung eingesetzter Bürgermeister der Gemeinde Greven-Dorf und des Amtes Greven. Von 1946 bis 1948 amtierte er als Amtsdirektor Grevens und damit als Verwaltungschef nach Einführung der sogenannten Doppelspitze in der Kommunalverwaltung Nordrhein-Westfalens.

## Leben
Johannes Berlage wurde am 25. Juni 1883 im emsländischen Lengerich geboren, wuchs in katholischen Verhältnissen auf und absolvierte nach seiner Schulzeit ein Studium der Rechtswissenschaften. Nach Ableistung des Referendariats war Berlage unter anderem als Verwaltungsjurist tätig und wurde nach Ende des Ersten Weltkrieges ab 1919 langjähriger demokratisch legitimierter und gesinnter Bürgermeister der Gemeinde Emsdetten im nördlichen Münsterland. 1934 wurde er ob seiner prodemokratischen Haltung durch die Nationalsozialisten seines Amtes enthoben und zog sich aus der Kommunalpolitik ins Privatleben zurück. Nach Ende des Zweiten Weltkrieges im Sommer 1945 kam ihm der Nachweis seiner demokratischen Gesinnung jedoch wieder zugute, als er als Nachfolger von Paul Braschoß (parteilos) am 13. August 1945 durch die britische Militärregierung im zur britischen Besatzungszone zugehörigen Greven, der südlichen Nachbargemeinde Emsdettens, zum Amtsbürgermeister ernannt wurde. Sein Vorgänger Braschoß, ein während des Zweiten Weltkrieges für die Regierung in Münster tätiger und in Greven wohnender Verwaltungsjurist und Oberregierungsrat, war durch die Briten zuvor wegen seiner beruflichen Vorgeschichte als kommissarischer Verwaltungschef der Gemeinde entlassen worden, nachdem er das Amt im April 1945 nach Einmarsch britischer und kanadischer Truppen von seinem nationalsozialistischen Amtsvorgänger Wilhelm Vorndamme übernommen und übergangsweise innegehabt hatte. Nun führte Berlage in der unmittelbaren Nachkriegszeit die Geschicke der Grevener Gemeindeverwaltung und wurde im Dezember 1945 von der britischen Militärregierung zusätzlich zum Bürgermeister der zum Amt Greven zugehörigen Gemeinde Greven-Dorf ernannt. Nachdem durch die Briten in der Folge für das neu entstehende Land Nordrhein-Westfalen wie auch im benachbarten Niedersachsen  das durch das britische Vorbild geprägte System der Norddeutschen Ratsverfassung eingeführt wurde, nach welchem die Führung der Verwaltung im Zuge einer sogenannten Doppelspitze durch einen getrennt vom Rat gewählten Stadt- beziehungsweise Gemeinde- oder Amtsdirektor erfolgte und dem Bürgermeister neben dem Vorsitz im Rat nur noch primär repräsentative Aufgaben zuteilwurden, wurde Berlage vor die Wahl zwischen dem Posten als Amtsbürgermeister und jenem des Amtsdirektors gestellt. Er entschied sich, als Amtsdirektor weiterhin die Verwaltung führen zu wollen und wurde in einem Schreiben der Militärregierung vom 16. Februar 1946 erstmals auch als solcher angesprochen. Im selben Schreiben wurde er angewiesen, schnellstmöglich einen neuen Amtsbürgermeister wählen zu lassen. In der Sitzung des noch durch die Briten eingesetzten und ernannten Amtsrates am 5. März 1946 trat er deshalb den Amtsbürgermeisterposten an Anton Minnebusch (CDU) ab. Mindestens bis Anfang Februar, wahrscheinlich sogar bis zum April 1946 blieb Berlage derweil noch Gemeindebürgermeister in Greven-Dorf. Auch in diesem Amt folgte ihm sodann der Christdemokrat Minnebusch nach. Amtsdirektor und damit Chef der Amtsverwaltung Grevens blieb Berlage bis zu seiner Zurruhesetzung Mitte des Jahres 1948 und danach mangels Nachfolger noch interimistisch bis zum Jahresende. Erst Mitte Februar 1949 war mit Dr. Leo Drost, einem promovierten Juristen, seine Nachfolge im Rathaus Grevens geregelt. Nur ein Jahr nach Berlages Ausscheiden aus dem Amt wurde die Gemeinde Anfang des Jahres 1950 vom Dorf zur Stadt erhoben. Berlage lebte im Anschluss als Pensionär weiterhin in der Emsstadt und starb am 12. Oktober 1967 ebenda im Alter von 84 Jahren.